# 普納荷學校
畔納荷學校（Punahou School），又譯作普納胡，是夏威夷州一所預科學校，也是美國最大的私立學校。兼有小學及中學，實行男女同校制度。
其中學部曾是第一任中華民國總統孫中山以及第四十四任美國總統巴拉克·歐巴馬的母校。

## 學校特色
學校體育成績突出。在體育畫報統計的美國38000所學校中，畔納荷學校排名首位。學校特設有珠寶室、陶藝室、攝影暗房以及玻璃吹製設備，以培養學生情操

## 著名校友
- 曼泰·提欧：美国美国大学橄榄球运动员、2012年海斯曼奖获奖者。
- 魏圣美：美國韓裔职业高爾夫球运动员、两届美國女子職業高爾夫協會的冠军。
- 威廉·大内：美國商業管理領域的學者和作家
- 考德懷納·史密斯：美國科幻作家、東亞學者和心理戰專家
- 约翰·威廉·加德纳：美國前健康教育與福利部長、卡內基公司的總裁
- 贝拉克·奥巴马：美國第44任總統、首位拥有非裔血统的美国总统
- 海勒姆·宾厄姆三世：美國學者、探險家、政治人物，前康乃狄克州州長和美國參議員
- 布萊恩·夏茲：美國夏威夷州的資深聯邦參議員
- 周永康：美国第三位华裔夏威夷州第一国会选区联邦众议员
- 孫中山：辛亥革命重要領袖，滿清皇朝推翻者，中華民國臨時大總統，稱「國父」、「革命先行者」。
- 法蘭西斯·魏：美國陸軍上尉，1944年陣亡，是唯一一位獲頒美軍最高榮銜——榮譽勳章的華裔美國軍人。
- 王慧媛：2017夏威夷華裔小姐競選冠軍及2019國際中華小姐競選亞軍

## 外部連結
- 畔納荷校園網
- 畔納荷校區示意圖